# Rudolf Wojtowicz
Rudolf Wojtowicz (ur. 9 czerwca 1956 w Bytomiu) – polski piłkarz, pomocnik lub obrońca. Także trener.

## Życiorys
W Polsce grał w Szombierkach Bytom. Był jednym z pierwszym polskich ligowców wybiegających na boisko w szkłach kontaktowych. Z Szombierkami w 1980 wywalczył tytuł mistrza Polski. W latach 80. wyemigrował do RFN, gdzie grał w Bundeslidze w barwach Bayer 04 Leverkusen (1982–1986) oraz Fortuny Düsseldorf (1986–1992). W latach 1996–1998 był pierwszym trenerem Fortuny. Obecnie znajduje się w sztabie szkoleniowym berlińskiej Herthy.
W reprezentacji wystąpił tylko raz, w rozegranym 12 kwietnia 1978 meczu z Irlandią.